# Андростенон
Андростенон (5α-androst-16-en-3-one) — стероидный феромон, содержащийся в слюне кабана, цитоплазме сельдерея и грибах трюфелях.
Стал первым идентифицированным феромоном млекопитающих. Андростенон является активным ингредиентом препарата «Boarmate», производимым DuPont, который служит свиноводам для тестирования свиноматок на время искусственного осеменения.
Андростенон синтезируется из андростадиенона 5-альфа-редуктазой и может быть преобразован в 3-альфа-андростенол или 3-бета-андростенол 3-кетостероидной редуктазой.
Некоторые коммерческие товары рекламируются с использованием утверждения о том, что они содержат человеческие половые феромоны, включая андростенон, и что они могут действовать как афродизиак. Однако не все люди обладают возможностью чувствовать этот запах (воспринимается обонятельным рецептором OR7D4) — всё зависит от того, обладает ли человек двумя копиями определённого гена (аллель RT/RT) или только одной (аллель RT/WM). Вторая категория описывает запах андростенона как приятный и сладкий.